# 亚穆纳讷格尔
亚穆纳讷格尔（英語：Yamuna Nagar）是印度哈里亚纳邦的一座城市，市內人口（不包括鄉村）约19万（2001年）。

## 人口
该地2001年总人口189587人，其中男性101888人，女性87699人；0—6岁人口22344人，其中男12563人，女9781人；识字率73.62%，其中男性为76.73%，女性为70.02%。

## 外部連結
- http://yamunanagar.nic.in/（页面存档备份，存于）